# OpenAL
OpenAL(Open Audio Library, 오픈 오디오 라이브러리)은 자유 소프트웨어 크로스 플랫폼 오디오 API이다. 다중 채널 3차원 오디오 출력을 효율적으로 구현해내기 위해 설계되었다. API의 스타일과 만들어진 경위는 OpenGL과 비슷하다.

## 역사
OpenAL은 윈도우 게임을 리눅스로 포팅하는 일을 쉽게 하기 위해 2000년 로키 소프트웨어가 처음 개발하였다.

## 지원 운영 체제
이 API는 다음의 플랫폼을 지원한다
- 맥 OS X
- iOS
- 안드로이드
- GNU/리눅스 (OSS 및 ALSA 백엔드 모두)
- BSD
- 솔라리스
- IRIX
- 마이크로소프트 윈도우
- 엑스박스
- 엑스박스 360
- 아미가OS 3.x
- MorphOS
- bada 2.x

## 기능
- OpenAL SI
- OpenAL 소프트
- Rapture3D OpenAL 드라이버

## 같이 보기
- OpenGL
- OpenCL
- GLUT
- 환경 음향 확장